# Ouragan Bill (2009)
Pour les articles homonymes, voir Cyclone tropical Bill.
L’ouragan Bill est le second système tropical à recevoir un nom durant la saison 2009. Il est de type capverdien, s’étant formé à partir d’une onde tropicale sortant d’Afrique le 12 août. Bill est devenu une dépression tropicale près des îles du Cap-Vert le samedi 15 août puis rapidement une tempête tropicale en poursuivant son chemin vers l’ouest.
Sa trajectoire s’est ensuite incurvée vers l’ouest-nord-ouest et le système est il devenu un ouragan le 17 août, puis un ouragan majeur le 18, soit au moins de catégorie 3 sur l’échelle de Saffir-Simpson, et a atteint son maximum à la catégorie 4 en pleine mer. Bill a parcouru ensuite un arc de cercle pour passer entre les Bermudes et la côte Est des États-Unis avant de frôler la Nouvelle-Écosse et de traverser brièvement la pointe sud-est de Terre-Neuve tout en diminuant graduellement d'intensité.
Cet ouragan a été suivi de près car il menaçait de frapper les régions populeuses des Provinces de l'Atlantique du Canada mais finalement les dégâts ont été mineurs. Cependant, deux personnes se sont noyés le long de la côte est des États-Unis, emportées par les grosses vagues associées à Bill, alors qu'elles étaient venues admirer les effets de la tempête.

## Évolution météorologique

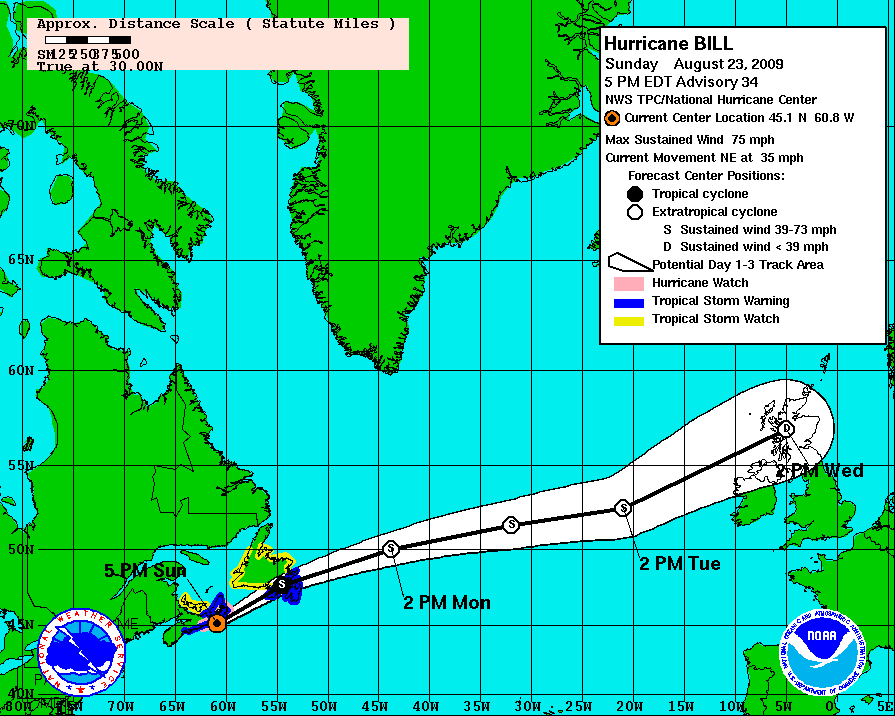
Trajectoire de Bill, devenu cyclone extratropical, vers l'Europe

Une onde tropicale sortant de la côte africaine le 12 août 2009 est entrée sur l’Atlantique. Le National Hurricane Center (NHC) américain commenta dans son bulletin tropical que ce système était accompagné d’une zone orageuse d’assez grand diamètre et qu’il avait un bon potentiel de développement. L’onde a rapidement organisé les orages en un système en rotation fermée au sud des îles du Cap-Vert le 13 août. Les orages ont subi une légère désorganisation le 14 août mais le NHC a déterminé (tôt le jour suivant) que le système était en train de devenir une dépression tropicale qui reçut le nom de Tempête tropicale 3 plus tard en journée à 1 190 km à l'ouest-sud-ouest des îles du Cap-Vert,,.
À la suite d'une intensification rapide, la dépression est devenu la tempête tropicale Bill le même jour. Même si la tempête avait peu d’orages près de son centre, elle commençait à être entourée par des bandes pluvieuses et tôt le 16 août les prévisionnistes du NHC prévoyaient que Bill deviendrait un ouragan,.
Bill est devenu un ouragan de catégorie 1 de l’échelle de Saffir-Simpson tôt le 17 août 2009 alors qu'il se trouvait à 1 870 km à l'est des Petites Antilles dans un environnement très favorable à son développement : faible cisaillement vertical des vents et température de surface de la mer à 27 °C. Tard le même jour, un œil est devenu visible sur les images du satellite météorologique. La convection profonde dans les bandes orageuses de Bill et une divergence des vents en altitude lui ont permis de devenir de catégorie 2 le 18 août, juste avant un remplacement du mur de l’œil,.
L’ouragan de forme bien symétrique et très bien organisée se dirigeait vers l’ouest-nord-ouest dans le courant fourni par l’anticyclone subtropical de l’Atlantique. Les données recueillies par les rapports des avions de reconnaissance et les photos satellitaires montrèrent une rapide intensification. Bill est passé à la catégorie 3 plus tard le 18 août et à la catégorie 4 le 19 août alors qu'il était à 740 km à l'est des îles Sous-le-Vent. Ceci s'est produit malgré son passage dans une zone de cisaillement des vents en altitude,.
Bill a faibli légèrement le 20 août pour revenir à catégorie 3. À 06 h TU le 21 août, le Centre canadien de prévision d'ouragan (CCPO) et le NHC mentionnent que Bill était toujours un très gros ouragan avec des vents de force ouragan jusqu'à 160 km de son œil et des vents de force coup de vent jusqu'à 400 km de l'œil. À 18h TU, l'ouragan était à 475 km au sud-sud-ouest des Bermudes et avait faibli pour être considéré de catégorie 2 avec des vents soutenus de 175 km/h.
Le 22 août à 12 TU, le CCPO et le NWS ont déterminé que l’ouragan Bill était à 400 km à l'ouest-nord-ouest des Bermudes. Une station météorologique sur ces îles a rapporté des rafales à 156 km/h et une bouée météorologique a signalé durant la nuit précédente des vagues de 8,3 mètres. Les images satellitaires de Bill montraient que le mur extérieur de l'œil était en contraction vers le centre de la tempête ce qui indiquait un possible renforcement mais cette possibilité s'amenuisait avec le temps. Un avion d'observation a rapporté des vents maximums en vol de 225 km/h dans le quadrant nord-est, de 190 km/h dans le quadrant sud-est et que le mur intérieur de l'œil s'était dissipé. À 21 h TU, l'ouragan Bill était retombé au niveau de la catégorie 1 avec des vents soutenus de 140 km/h.

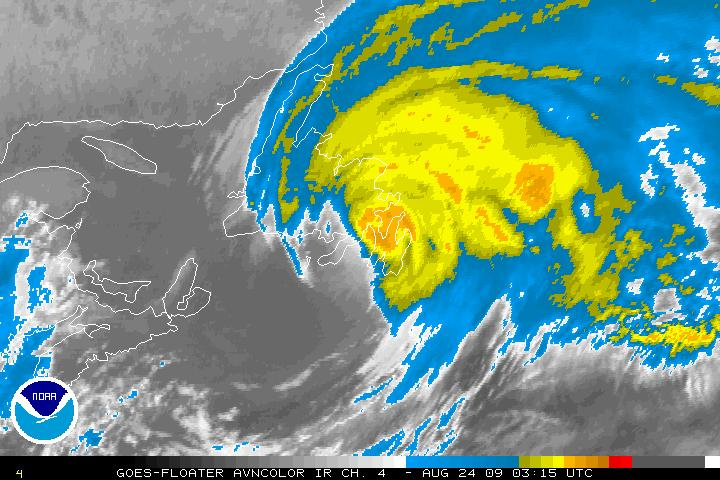
L'ouragan Bill traversant le Sud-Est de Terre-Neuve à 03h15 TU le 24 août 2009

L'ouragan Bill est passé à 300 km à l'est de Nantucket (Massachusetts), durant la nuit du 22 au 23 août. À 12h TU le 23, l’œil de la tempête est arrivé à 150 km au sud-sud-est de Yarmouth au Canada. Sa trajectoire commençait à s'incurver vers le nord-est, entrant dans la circulation atmosphérique en altitude. Les premières bandes de pluie avaient déjà laissé 15 mm de pluie sur le sud-ouest de la Nouvelle-Écosse. Une bouée sur les bancs de pêche au large de la province a signalé des vents de 115 km/h et des vagues de 8 mètres. Bill a ensuite longé la côte sud de la Nouvelle-Écosse, est passé à 70 km au sud de la forteresse de Louisbourg (île du Cap-Breton) et a atteint la péninsule de Burin sur Terre-neuve à 03 TU le 24 août,. Au moment de toucher la côte, l'analyse des vents par le satellite météorologique QuikSCAT et les vents rapportés en surface ne permettaient pas de conclure que Bill était encore un ouragan ou qu'il était devenu une tempête tropicale. Le CCPO a déterminé temporairement qu'il avait touché la côte comme un ouragan de catégorie 1 mais a laissé à une réanalyse ultérieure le soin de confirmer ou non ce fait.
À 06h TU le 24 août, après avoir traversé le sud-est de Terre-Neuve, Bill est retourné dans l'Atlantique en tant que tempête tropicale puis est rapidement devenu un cyclone extratropical se dirigeant vers l'Europe,.

## Préparatifs
Les météorologues ont prévu que Bill passerait la plus grande partie, sinon la totalité, de sa vie en mer ce qui a affecté les plans des navigateurs. En particulier le rameur en solitaire Peter Bray qui a dû abandonner le 17 août sa traversée de l’Atlantique et embarquer à bord du RRS James Cook car il se trouvait dans la trajectoire de Bill. Il tentait alors de battre le record de la plus rapide traversée. La trajectoire prévue passait entre la côte Est des États-Unis et les Bermudes puis menaçait directement la Nouvelle-Écosse et Terre-Neuve au Canada.

### Bermudes
Le 18 août, l’organisation des mesures d’urgence des Bermudes a avisé la population de commencer à prendre des mesures en vue de l’arrivée de l’ouragan Bill autant pour eux-mêmes, leurs demeures et leurs embarcations. Le secrétaire au ministère du travail, de l’habitation et des affaires internes, Derrick Binns, a déclaré que même si les alertes cycloniques n’étaient pas encore lancées, il fallait que les gens préparent leurs réserves de nourriture et d’autres biens essentiels pour faire face à l’urgence.
Le 20 août, les précautions à prendre se sont multipliées alors que la trajectoire de Bill devait le faire passer à 320 km à l’ouest-sud-ouest des îles tôt le 22 août. En fin de journée, un avertissement de vent de tempête tropicale et une veille d'ouragan ont été émis pour les Bermudes. La veille a été terminée le 22 août vers 8h TU et l'avertissement à 18h TU,.
Un porte parole du département d'État américain a déclaré que la secrétaire d'État Hillary Rodham Clinton et son époux, l'ancien président Bill Clinton, avaient quitté jeudi soir le 20 août les Bermudes où ils étaient en vacances.

### États-Unis
La trajectoire prévue de Bill passant au large du cap Hatteras, ce sont surtout des effets indirects qui ont été anticipés dans ce secteur. Par exemple, les services de gardiens de plages ont été renforcés en prévision des fortes vagues et du courant d'arrachement en Caroline du Nord.
Bill menaçait plus directement la Nouvelle-Angleterre et le Maine car sa trajectoire devait passer relativement près de la côte. À Long Island (État de New York), les autorités ont initié des mesures comme la taille de certaines branches des arbres pour donner moins de prise au vent. Le 17 août, l’Armée américaine a mis en route un plan alimentés en électricité trente édifices essentiels en cas de pannes du réseau. Les autorités ont demandé à leur population de faire des réserves de nourriture et autres biens essentiels car selon les estimés 650 000 personnes pourraient ne pas avoir le temps de se rendre à un refuge. La Croix-Rouge de l’État de New York a commencé à préparer des repas pour les refuges en cas de frappe de Bill,. Le 20 août, l’agence des mesures d’urgence du Massachusetts s’est entretenu longuement avec les météorologues du National Weather Service sur les effets possibles de Bill, en particulier pour la région de Cape Cod.
Le 22 août vers 08h TU, un avertissement de tempête tropicale a été émis pour le Massachusetts et a été annulé le 23 août à 12 TU,.

### Canada
Le 22 août, le Centre de prévision des intempéries de la région des Maritimes du Service météorologique du Canada a émis des avertissements de pluie abondantes est pour certaines régions de la Nouvelle-Écosse pour dimanche, ainsi qu'un avertissement de vents violents pour plusieurs secteurs de l'ouest de Terre-Neuve pour dimanche soir. Un avertissement de tempête tropicale a été émis pour les côtes de la Nouvelle-Écosse et de l’Île-du-Prince-Édouard à 15h TU. Une veille d'ouragan a ensuite été émise à 18h TU pour les régions près de l’Île du Cap-Breton dans laquelle des vents soutenus de 120 km/h et des rafales à 140 km/h était prévenus.
Depuis plusieurs jours, les habitants des Maritimes avaient été mis au courant de l'arrivée de Bill. Les services d'urgence recommandèrent aux résidents de se doter d'un kit de survie de 72 heures, comprenant des vivres, des médicaments de base et de l'eau potable. Les travailleurs de plates-formes pétrolières au large de l’île de Sable ont été évacués. Les bateaux ont été mis à quai et les autorités ont vivement dissuadé les marins de prendre la mer en raison des vents violents anticipés.
L'avertissement de vents de tempête tropicale a été étendu à la côte sud-est de Terre-Neuve en après-midi le 23 août et un avertissement d’onde de tempête a été émis un peu plus tard,. Dans la localité terre-neuvienne de Placentia, à environ 100 km au sud de Saint-Jean, l'état d'urgence a été décrété en raison des fortes marées et des craintes d'un regain de la tempête. Deux résidences qui hébergeaient environ 150 personnes âgées ont été évacuées vers 22 h le 23 août.
Tous les avertissements pour la Nouvelle-Écosse, le Cap-Breton et l'Île-du-Prince-Édouard ont été annulés tôt le soir du 23 et ceux restants ont été terminés vers 12 TU le 24 août 2009,.

## Impacts

### Bermudes
Le centre de l’ouragan Bill est passé à environ 400 km à l'ouest des Bermudes mais comme il était de large diamètre, il a causé des vents violents et de fortes pluies. Nombre de touristes ont bravé la menace et se sont rassemblés sur les plages des Bermudes pour observer les vagues. Vendredi soir le 21 août, les rues de Hamilton, capitale des Bermudes, étaient pratiquement désertes. Certaines routes le long de la côte nord étaient inondées et l'aéroport a été fermé pour la durée de la tempête. Le trafic des traversiers entre les îles a également été annulé jusqu'à dimanche le 23 août. Des vents de 156 km/h ont été rapportés.

### États-Unis

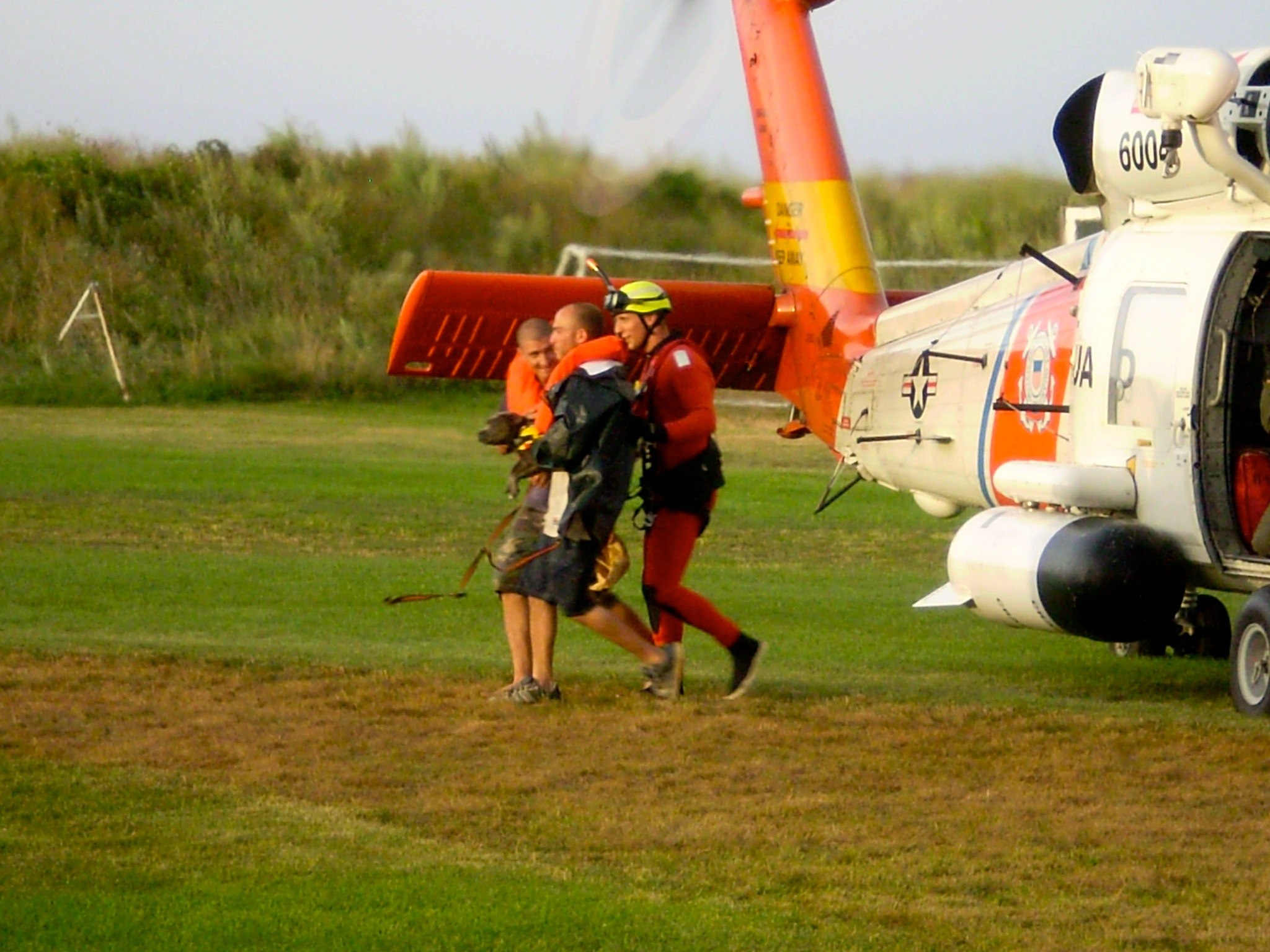
Sauvetage par la US Coast Guard au large de Cape Cod

Au Massachusetts dans la nuit du 22 au 23, il est tombé jusqu’à 95 mm le long de la côte à Kingston avec les bandes externes de pluie de Bill Sur les côtes de la Caroline du Nord, la Virginie, le Maryland et le Delaware, les vagues ont atteint de 2,4 à 3 mètres et jusqu’à trente sauvetages ont dû être effectués à Wrightsville Beach, dont une a nécessité l’hospitalisation. Certaines plages ont été érodées par la mer dont 46 mètres dans un lieu de ponte de tortues marines à Bald Head Island,.
Un homme de 54 ans s’est noyé à New Smyrna Beach, en Floride, dans les fortes vagues. Une jeune fille de sept ans est disparue en mer après avoir été emportée par une vague particulièrement puissante au parc national d'Acadia, dans le Maine. Une vingtaine d'autres personnes du même groupe ont dû être secourues. Toutes étaient venues pour voir la mer déchaînée.

### Canada
Selon le Service météorologique du Canada, l'ouragan Bill est passé au sud de la Nouvelle-Écosse puis a frappé Terre-Neuve donnant de la pluie forte et des vents violents en Nouvelle-Écosse, à l'est l'Île-du-Prince-Édouard et sur le sud-est de Terre-Neuve. Les stations du réseau météorologique ont signalé de 40 à 80 mm de pluie et des vents de 80 à 120 km/h en général avec un maximum de 132 km/h à Cape Race. Une bouée au large de la Nouvelle-Écosse a signalé des vagues jusqu'à 26,4 mètres de hauteur. Les valeurs d'onde de tempête ont varié de 50 cm le long de la côte sud de la Nouvelle-Écosse, à 70 cm le long de la côte du détroit de Northumberland et jusqu'à 75 cm à la baie de plaisance à Terre-Neuve.
Bill n'a causé que des dégâts superficiels à la Nouvelle-Écosse où environ 40 000 abonnés ont manqué d'électricité. On a rapporté des inondations dans quelques localités et d'importantes vagues ayant jusqu'à 9 mètres de hauteur le long de la côte et jusqu'à 15 mètres dans le port d'Halifax. Les fortes pluies et les vents violents ont paralysé les activités courantes des habitants. Malgré les avertissements des autorités, un grand nombre de curieux se sont approchés des côtes pour admirer la mer en furie et selon la GRC, une quinzaine de personnes ont dû être repêchées, dont deux surfeurs. Des vols ont été annulés ou déroutés de l'aéroport d'Halifax et le transport maritime entre la Nouvelle-Écosse et Terre-Neuve a été suspendu pour la journée,.
À Terre-Neuve, Bill a également causé des inondations mineures et cassé de nombreux arbres. Malgré les craintes, la production pétrolière du gisement Hibernia, au Sud-Est de Terre-Neuve, n'a pas été affectée. On ne rapporte également pas de dommages aux raffineries de cette province, ni à celles de la Nouvelle-Écosse.